# NGC 4833
NGC 4833 (również GCL 21 lub ESO 65-SC4) – gromada kulista znajdująca się w gwiazdozbiorze Muchy. Odkrył ją Nicolas-Louis de Lacaille w 1751 roku. Jest położona w odległości ok. 21,5 tys. lat świetlnych od Słońca oraz 22,8 tys. lat świetlnych od centrum Galaktyki.